# Martin Abern
Martin Abern, nume la naștere Martin Abramowitz, (n. 2 decembrie 1898, Iași – d. 28 aprilie 1949, New York) a fost un om politic comunist american. A emigrat în 1903 cu familia în Minnesota, Statele Unite. A fost membru al Partidului Socialist al Americii (1912), al Partidului Comunist American (1919) și al Ligii Comuniste pentru America (1922). A fondat Partidul Socialist al Muncitorilor (1938) de orientare troțkistă, devenit în 1940 Partidul Muncitorilor.

## Biografie

### Primii ani
Martin Abern s-a născut pe 2 decembrie 1898, la Iași, fiind fiul lui Iosif Abramovici, un  comerciant ambulant evreu, și al Anetei Schwartz, precum și fratele Ritei Abramovici.După unele surse s-ar fi născut în Basarabia, pe atunci în Imperiul Rus. Alte surse zic că s-ar fi născut la Bârlad. Familia a emigrat în Statele Unite în 1902-1903, stabilindu-se în anul următor la Minneapolis. Abern a învățat la școala publică elementară și la școala secundară din Minneapolis. S-a căsătorit cu Lydia Winter în noiembrie 1928.

## Cariera politică
Tânărul a înclinat radical spre socialism de la o vârstă tânără. A intrat în 1912 în organizația de tineret a Partidului Socialist din America, iar în 1915 în însuși Partidul Socialist, precum și în Muncitorii Industriali ai Lumii. A învățat timp de doi ani la Universitatea din Minnesota și a jucat în echipa de fotbal a acesteia. Radicalul Abern s-a opus cu înverșunare Primului Război Mondial, iar la intrarea SUA în război a refuzat înrolarea în serviciul militar. Acest refuz a avut ca rezultat exmatricularea de la universitate și în cele din urmă, la condamnarea la șase luni de închisoare.